# 12 Heures d'Abou Dabi
Les 12 Heures d'Abou Dabi ou Gulf 12 Hours sont une épreuve d'endurance réservée à la fois aux voitures de sport et aux prototypes, organisée depuis 2012 sur le circuit de Circuit Yas Marina dans l'émirat d'Abou Dabi. L'épreuve est disputée sous la forme de deux courses de six heures.

## Palmarès
| Année            | Pilotes                                                | Équipe                                               | Voiture                                              |
| ---------------- | ------------------------------------------------------ | ---------------------------------------------------- | ---------------------------------------------------- |
| 20 janvier 2012  | Marco Cioci Piergiuseppe Perazzini Matt Griffin        | AF Corse                                             | Ferrari 458 Italia GT3                               |
| 14 décembre 2012 | Gianmaria Bruni Toni Vilander Gateano Ardagna          | AF Corse                                             | Ferrari 458 Italia GT3                               |
| 13 décembre 2013 | Khaled Al Qubaisi Jeroen Bleekemolen Bernd Schneider   | Abu Dhabi by Black Falcon                            | Mercedes-Benz SLS AMG GT3                            |
| 13 décembre 2014 | Steve Wyatt Michele Rugolo Davide Rigon                | AF Corse                                             | Ferrari 458 Italia GT3                               |
| 11 décembre 2015 | Michał Broniszewski Giacomo Piccini Davide Rigon       | Kessel Racing                                        | Ferrari 458 Italia GT3                               |
| 17 décembre 2016 | Michał Broniszewski Giacomo Piccini Davide Rigon       | Kessel Racing                                        | Ferrari 488 GT3                                      |
| 16 décembre 2017 | Michał Broniszewski Davide Rigon Miguel Molina         | Kessel Racing                                        | Ferrari 488 GT3                                      |
| 15 décembre 2018 | Michał Broniszewski Davide Rigon Alessandro Pier Guidi | Kessel Racing                                        | Ferrari 488 GT3                                      |
| 14 décembre 2019 | Christopher Mies Rinat Salikhov Dries Vanthoor         | Attempto Racing                                      | Audi R8 LMS Evo                                      |
| 2020             | Épreuve annulée en raison de la pandémie de Covid-19   | Épreuve annulée en raison de la pandémie de Covid-19 | Épreuve annulée en raison de la pandémie de Covid-19 |
| 9 janvier 2021   | Isa Al-Khalifa Ben Barnicoat Martin Kodrić             | 2 Seas Motorsport                                    | McLaren 720S GT3                                     |
| 8 janvier 2022   | Isa Al-Khalifa Ben Barnicoat Martin Kodrić             | 2 Seas Motorsport                                    | Mercedes-AMG GT3                                     |